# 九龍華仁書院

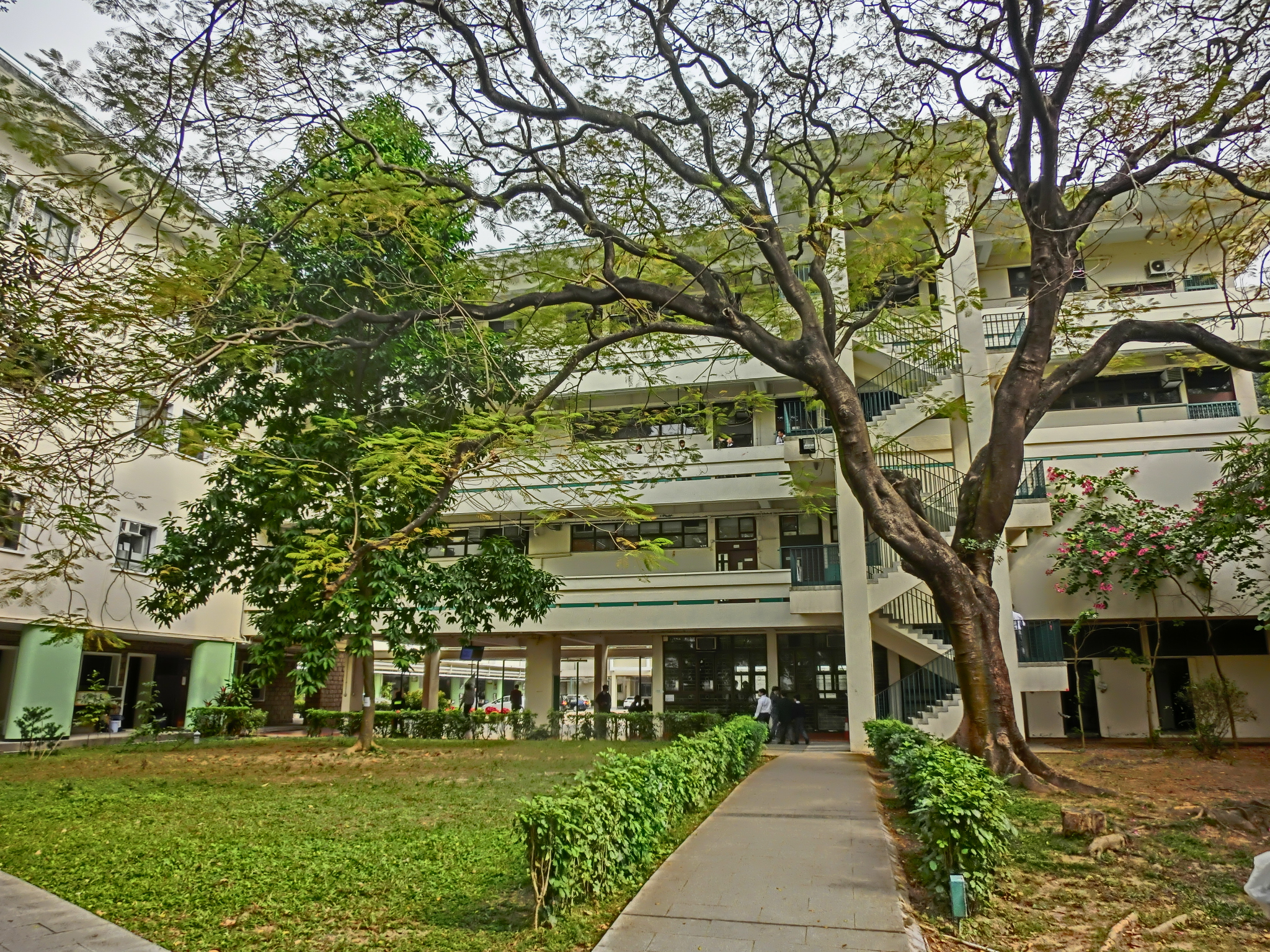
校舍內貌

九龍華仁書院（英語：Wah Yan College, Kowloon），簡稱九華，是一所位於香港九龍京士柏的著名男校，由天主教耶穌會營辦。校舍最初設於旺角砵蘭街，1928年搬到奶路臣街，1952年搬到窩打老道現址。

## 歷史
原本任教於聖若瑟書院的徐仁壽於1919年在港島成立華仁書院，成為香港第一所由華人管理的英文中學。校名中的「仁」字取其創辦人名字而來。後來因為學生人數不斷增加，港島校舍不敷應用，遂於1924年在九龍油麻地砵蘭街70號增設分校，為九龍華仁書院的前身。

### 砵蘭街校舍
華仁書院九龍分校成立於1924年11月20日，校舍在砵蘭街70號的私人樓宇之內，最初只有24名學生。其後學生人數不斷上升，到1928年因設施不足，遷往同區的奶路臣街。

### 奶路臣街校舍
旺角奶路臣街校舍為書院第一幢自行購地建校的校舍，地點位於現時旺角電腦中心附近6A至6E位置。1928年6月24日，新址啟用，由當時教育司伍德及徐仁壽主持開幕典禮。根據當日《南華早報》報道，新校「樓高三層而每層均有班房」，周圍有「廣闊的空地」，整所建築「空氣流通」及「光線充足」，並稱華仁是香港最大的學校，有學生500人。1930年2月3日，三個越南共產主義組織在奶路臣街校舍召開由胡志明主持的大會，宣告合併成為越南共產黨，是越共起家的地點，為此校舍歷史添上唯一的神秘革命色彩。

#### 耶穌會接管
徐仁壽有感學生需要更多精神上的指導，於是漸漸將管理交與當時有意於本地提供教育的耶穌會修士。耶穌會本來希望在香港興辦天主教大學。隨着香港大學於1911年成立，耶穌會的神父轉為提供宿舍予大學生，即現今的利瑪竇宿舍。1932年9月，5位耶穌會司鐸加入華仁為教職員，同年12月25日華仁辦學權正式移交耶穌會。

#### 柯士甸道分校
在教育司伍德的協助下，九龍華仁書院被納入港英政府的資助名單。雖然有新設施，高年級學生依然需要渡過維多利亞港到香港島的華仁書院上實驗課。學生人數日益增加，校舍設施不足，有必要設立分校。1941年9月8日，九龍佐敦柯士甸道103號的校舍正式成為九龍華仁的分校。高班的學級遷到分校上課，由嘉利華神父主理，而由當時校長林海瀾主理的低班學級則維持在華仁的奶路臣街校舍上課, 港九兩所華仁從此分開各自運作。

#### 二戰時期
1941年12月8日，日本開始進攻香港。新界及九龍淪陷後，駐港英軍撤出九龍，九龍陷入無政府狀態。奶路臣街和柯士甸道的校舍在戰時遭到搶掠，學校檔案散失不全，只有兩位校長林海瀾和周清霖填寫之學校日誌得以保存。
同年12月，日軍攻進九龍西，耶穌會教士協助居民撤退到香港島，九龍華仁被迫封校。日佔時期，困難情況下華仁繼續授課；直至1945年7月1日，日軍着華仁停辦。是年8月，日本戰敗投降；9月，華仁復課。由於桌椅戰時已被當為燃料，學生要自備桌椅上課。戰後柯士甸道分校改為天主教小學德信學校。

### 窩打老道校舍（現址）
1946年、1947年間，學生人數不斷增加，需要尋找新校址。不過，遷入何文田山道15號一地皮的提議遭政府否決，另一說法為政府態度不置可否，致使遷校一事不了了之。1949年，學校與香港政府商討後，政府同意讓九龍華仁使用油麻地一已遺棄的稻田及附近土地。1952年，九龍華仁搬到窩打老道56號現址，面積約41,000平方米。此地早年稱為火棚，政府一直以臨時特別許可證的方式租用給農民。除早期之農田外，原本亦作曬染料、豆豉、布料之用，為附近旺角的通菜街、西洋菜街、花園街、豉油街、煙廠街、洗衣街、染布房街、黑布街、白布街等街名的由來。當年該校曾開辦小學六年級。
新校舍由香港大學建築學系創系主任布朗教授（Professor R. Gordon Brown）設計。主樓於1952年9月竣工，而禮堂則於1955年開幕。聖堂由華人建築師陸謙受設計，並於1959年落成。游泳池在1988年落成，羅定邦樓則在1991年開幕。據1999年香港教育署之視學報告，全校共有31個課室、5個實驗室、12個特別室、兩個籃球場、四個網球場及禮堂、圖書館、一個人造草地足球場、一個硬地足球場、泳池和舉重健身室各一。
| 樓層     | 西翼/ 羅定邦樓                               | 主樓 | 東翼                             |
| -------- | -------------------------------------------- | --- | -------------------------------- |
| 低層地下 |                                              | 乒乓球球場 |                                  |
| 高層地下 |                                              | 音樂協會總部、音樂部（新音樂室、音樂練習室、許氏樂團排演室）                                                                                          |                                  |
| 地下     | 職員及學生洗手間、G26自修室 、學長議會辦公室 | （西閘方向）課外活動部辦公室、學生會總部、社工辦公室、校工房、Sacred Heart Room、「凹位」、會議室、校務處、副校長辦公室、校長辦公室、學生食堂及小賣部 | 玻璃房(Language Centre)          |
| 1樓      | 視覺藝術室、標準課室                         | 歷史室、標準課室、（歷屆舊生會會長牌匾）、教員室 | 標準課室                         |
| 2樓      | 資訊及通訊科技實驗室、標準課室               | 地理室、標準課室、中文室、物理演講廳、物理實驗室 | 升學及就業小組辦公室、生物實驗室 |
| 3樓      | 家長會總部、舊生會儲物室、STEM LAB           | （嚴禁學生進入）神父宿舍 | 學生圖書館                       |

### 新翼
利瑪竇新翼校舍於2006年啟用，內設課室、化學實驗室、電腦室等設施。
| 樓層     | 新翼／利瑪竇樓 |
| -------- | --- |
| 低層地下 | （正門車輛通道方向）草地足球場、有蓋操場、（位處衛理道及港鐵東鐵綫路軌旁）戶外游泳池、硬地足球場、網球場（右面為九龍婦女福利會李炳紀念學校校舍） |
| 高層地下 | （音樂部方向）舊音樂室、電腦輔助教學室 |
| 地下     | （食堂方向）學生活動中心、多用途室（G54）、公共空間（主要供樂團練習之用）                                                                        |
| 1樓      | （教員室方向）Language Room（語文室）、綜合科學實驗室（2）、女職員洗手間                                                                         |
| 2樓      | （物理實驗室方向）標準課室、化學實驗室 |
| 3樓      | 露天平台、標準課室 |
| 4樓      | （嚴禁學生進入）學術樓（Academic Floor） |
| 天台     | 嚴禁學生進入 |

## 歷任校長
| 任次       | 校長                                 | 任期       |
| ---------- | ------------------------------------ | ---------- |
| 1          | 徐仁壽先生 Mr TSUI Yan Sau Peter     | 1924－1925 |
| 2          | 林海瀾先生 Mr LIM Hoy Lan            | 1925－1927 |
| 3          | 周清霖先生 Mr CHOW Cheng Lam         | 1928－1932 |
| 4          | 林海瀾先生 Mr LIM Hoy Lan            | 1933－1952 |
| 5          | 陶德萬神父 Fr Patrick TONER, S.J.    | 1952－1957 |
| 6          | 梁德根神父 Fr Herbert DARGAN, S.J.   | 1957－1960 |
| 7          | 范育倫神父 Fr Anthony FARREN, S.J.   | 1960－1966 |
| 8          | 黎烈德神父 Fr Derek REID, S.J.       | 1966－1978 |
| 9          | 狄恆神父 Fr Alfred J. DEIGNAN, S.J.  | 1978－1992 |
| 10         | 蘇中平先生 Mr SO Norman Chung Ping   | 1992－2008 |
| 11         | 陳岡博士 Dr TAN Kang John            | 2009－2013 |
| 12         | 鍾衞良先生 Mr CHUNG Wai Leung Warren | 2013－2022 |
| 13（現任） | 周子詩女士 Ms CHOW Tze Sze Cecilia   | 2022－今   |

## 升中派位
與香港華仁書院不同，由於沒有直屬小學，中一統一派位根據學業成績分配學位。學生亦可申請自行分配學位，並須通過面試和甄選。

## 班級結構及課程
九龍華仁書院的中一至中六設有五班，分別為W、Y、K、S、J，（班號分別代表Wah Yan Kowloon; Society of Jesus，即九龍華仁書院、耶穌會）。各級修讀科目如下：

### 舊學制
中一至中三
英國語文、中國語文、普通話、世界歷史、地理、倫理、中國歷史、數學、綜合科學（僅中一、二）、視覺藝術、音樂、體育、圖書館課（僅中一）、（以下僅中三）物理、化學、生物。
中四及中五（會考課程）
理科課程（通常為W、Y、K、S四班）：英語、中文、數學、物理、化學、中國歷史，另需在地理／歷史和生物／電腦與資訊科技中各選一科修讀，並有以下會考課程外的科目：宗教與倫理、音樂（僅中四）、體育。
社科課程（通常為J班）：英語、中文、數學、經濟、會計學原理、化學、中國歷史、電腦與資訊科技，另需在地理／歷史中選一科修讀，並有以下會考課程外的科目：宗教與倫理、音樂（僅中四）、體育。
中六及中七（預科課程）
生物組課程（B班）：英語運用、中國語文及文化、化學（高級程度），另需在純粹數學（高級程度）／生物（高級程度）和物理（高級程度）／經濟學（高級程度）中各選一科修讀；並有以下高考課程外的科目：宗教與倫理及體育。
科學組課程（S班）：英語運用、中國語文及文化、物理（高級程度），另需在純粹數學（高級程度）／生物（高級程度）和化學（高級程度）／電腦（高級程度）中各選一科修讀；並有以下高考課程外的科目：宗教與倫理及體育。
社科組課程（SS班）：英語運用、中國語文及文化，另需在會計學原理（高級程度）／歷史（高級程度）和物理（高級程度）／經濟學（高級程度）／中國歷史（高級程度）中各選一科修讀，及選修地理（高級程度）或中國文學（高級程度）或數學及統計學（高級補充程度）連電腦應用（高級補充程度）；並有以下高考課程外的科目：宗教與倫理及體育。
另外天主教徒每週有二節聖經課，而中五生及中七生亦可自行選擇增修或退修選修科目。
直至1990年代初期，中一至中五僅設四班，分別為A1、A2、B1、B2。

### 現時學制
中一至中三
英文為教學語言：英國語文、英國文學（僅中二及中三）、歷史、地理、數學、綜合科學（僅中一及中二）、物理（僅中三）、化學（僅中三）、生物（僅中三）、視覺藝術、公民,經濟與社會（僅中一）、音樂、電腦課。
中文為教學語言：中國語文、普通話、倫理與宗教(ERE)、中國歷史、體育。
中四至中六
英國語文、中國語文、數學、公民及社會發展科（前身為通識教育）為主修科目，另外從物理、化學、中國歷史、地理、歷史、生物、電腦與資訊科技、經濟、企業和會計與財務概論中選修三個科目，及按個人意願選修數學科延伸部分。另外學生可在課外時間修讀一個第四選修科目：倫理與宗教（ERS, Ethics and Religious Studies）、視覺藝術、音樂（與協恩中學、循道中學及華英中學等合辦）。
除此以外，學生須修讀香港中學文憑課程以外的課程：宗教與倫理（ERE, Ethics and Religious Education）、體育。與此同時，中四及中五學生每星期會有兩課節的其他學習經歷（OLE, Other Learning Experience）堂。

## 文化
九龍華仁書院學習氣氛自由，著重追求卓越（MAGIS; Striving for Excellence）和自學精神，即「華仁精神」；並強調卓越智能（Intellectual Competence），同理心（Compassion; Men for and with others），以及對社會服務的委身（Commitment to Service）。
九龍華仁書院是香港第一所以綠色作校褸底色的學校（香港華仁為普藍色）。當時大部分神父來自愛爾蘭，而綠色為愛爾蘭傳統顏色。愛爾蘭神父將校褸的顏色定為綠色，以紀念祖國。
同時，九龍華仁注重學生自行舉辦活動，很少依賴老師幫助。每年各個學生組織都舉辦不少活動，例如明愛賣物會（舉辦攤位，通常在11月舉行）、周年音樂會（通常在5月舉行，地點多為康文署轄下大會堂）及 Pop Music Night（由流行音樂社主辦，通常在5月或7月舉行）。

## 傳統
九龍華仁書院及香港華仁書院的學生又稱為「華仁仔」（英文名：Wahyanites）。兩間華仁書院都很重視華仁精神和傳統，有部份更返回母校任教，傳承華仁精神。

## 學生會
九龍華仁書院學生會於1966年1月31日正式成立，第一任會長是當年的總學長、現時北京師範大學-香港浸會大學聯合國際學院常務副校長郭少棠教授，而當時的學生會只有九位內閣成員。其後學生會會長一直由總學長兼任。但自1971年開始，學生會的要職包括會長、副會長及秘書，不再由學校委派，而是由來自各班的學生評議會成員選出。到了1976年，學生會選舉投票權擴展到所有中三或以上同學。2011年擴展到中二同學，2014年才擴大至中一同學，學生會由該年開始才由全校學生選出。
九龍華仁書院學生會的制度成熟，學生會憲章列明學生會功能及架構。學生會執行委員會由學生會會長，兩名學生會副會長和十名部門主席組成，分掌不同範疇的學生事務。執行委員會架構如下：
- 會長（President）
- 內務副會長（Vice-President (Internal)）
- 外務副會長（Vice-President (External)）
- 總務秘書（General Secretary）
- 財務秘書（Financial Secretary）
- 編輯部主席（Chairman of the Publication Committee）
- 文化活動小組主席（Chairman of the Cultural Activities Committee）
- 會社聯絡協進部主席（Chairman of the Liaison Board of Clubs and Societies）
- 宣傳小組主席（Chairman of the Publicity Committee）
- 娛樂小組主席（Chairman of the Recreation Committee）
- 社會服務小組主席（Chairman of the Social Service Committee）
- 體育小組主席（Chairman of the Sports Committee）
- 學生福利小組主席（Chairman of the Students' Welfare Committee）

在監察方面，設有學生評議會。成員來自各班兩名代表，負責監察學生會，審核各項計劃、財政預算及財政報告，亦包括修改憲章、選舉執行委員會成員。

### 歷屆學生會
學生會（Students' Association）每年9月舉行選舉，於10月起服務至翌年9月。
| 年度                                 | 內閣               |
| ------------------------------------ | ------------------ |
| （粗體為該內閣於該年度的選舉中落選） |                    |
| 1996年至1997年                       | 簫邱李閣           |
| 1998年至1999年                       | 雷黃莫閣           |
| 1999年至2000年                       | 文盛道閣           |
| 2000年至2001年                       | 達黃何閣           |
| 2001年至2002年                       | 陳姜李閣           |
| 2002年至2003年                       | F4                 |
| 2003年至2004年                       | 恆文謙閣           |
| 2007年至2008年                       | The Link           |
| 2008年至2009年                       | 李劉梁閣           |
| 2009年至2010年                       | The SOL'           |
| 2010年至2011年                       | Xpress             |
| 2011年至2012年                       | Polaris            |
| 2012年至2013年                       | Everest            |
| 2013年至2014年                       | Valions            |
| 2014年至2015年                       | Apollo             |
| 2015年至2016年                       | Volare（陳黃潘閣） |
| 2016年至2017年                       | Chivalry           |
| 2017年至2018年                       | Anchora            |
| 2018年至2019年                       | Aspire             |
| 2019年至2020年                       | /(54sa)            |
| 2020年至2021年                       | Irenxia            |
| 2021年至2022年                       | Seeking Adventure  |
| 2022年至2023年                       | Intreveur          |
| 2023年至2024年                       | Ikigai             |
| 2024年至2025年                       | Vincordia          |
| 2025年至2026年                       | Affectus           |

根據學生會憲章，如果競選的學生會內閣落選，上屆的學生會將選舉進入下一個程序，接受有興趣的學生自薦或由上屆學生會挑選三名學生，得到校長同意後，需到學生評議會得到學生評議員通過。假如獲得通過，該內閣便成功當選為新一屆學生會內閣。

## 音樂
九龍華仁書院的音樂團體包括 Junior Choir、Intermediate Choir、Senior Choir、Chinese Orchestra、Senior String Orchestra、Wind Band、Symphony Orchestra、Pop Music Society 及 Piano Accompanist Group。

### 歷屆音樂協會
| 年度      | 內閣      |
| --------- | --------- |
| 2016-2017 | Vinculum  |
| 2017-2018 | Cadenza   |
| 2018-2019 | Synergy   |
| 2019-2020 | Tutti     |
| 2020-2021 | Querencia |
| 2021-2022 | Apollony  |
| 2022-2023 | Rapsodia  |
| 2023-2024 | Catharsis |
| 2024-2025 | Juntos    |
| 2025-2026 | Anima     |

### 歷屆周年音樂會
每年音樂協會都會舉辦周年音樂會。
| 年份 | 名稱                        |
| ---- | --------------------------- |
| 2015 | Meilenstein                 |
| 2016 | Genesis                     |
| 2017 | Enlace                      |
| 2018 | Leidenschaft                |
| 2019 | 魂                          |
| 2020 | （疫情下取消）              |
| 2021 | Carpe Diem                  |
| 2022 | Renatus                     |
| 2023 | Concordia                   |
| 2024 | Sonore                      |
| 2025 | 百樂(慶祝創校100週年音樂會) |

## 校報
校報《華粹》（Signum）由九龍華仁書院學生會編輯部出版，收錄校園新聞、學生投稿、專欄及社會知名人士專訪。《華粹》總編輯由學生會編輯部主席擔任。曾接受訪問的社會知名人士包括立法會議員曾鈺成、余若薇、湯家驊、田北辰、莫乃光、葉建源、楊岳橋、毛孟靜、朱凱廸，天文台台長岑智明，政府飛行服務隊總監陳志培，資深演員曾江，太極樂隊結他手鄧建明（Joey Tang），流行樂隊 Supper Moment，以及2020年度國際風景攝影師袁斯樂（Kelvin Yuen）。

### 歷任學生會編輯部主席兼華粹總編輯
| 學年       | 學生會編輯部主席兼華粹總編輯 |
| ---------- | ---------------------------- |
| 2015－2016 | 程子熙                       |
| 2016－2017 | 連朗熹                       |
| 2017－2018 | 簡嘉俊                       |
| 2018－2019 | 劉俊賢                       |
| 2020－2021 | 黃睿翹                       |

## 校刊
九龍華仁書院每年由校刊編輯部出版校刊《華暉》（The Shield）， 編輯部直屬於學生會諮詢委員會。五十六期前總編輯由學生會編輯部主席兼任，五十六期及以後由諮詢委員會委任。校刊編輯部全由學生組成，編輯自主性極高，老師只擔任顧問角色，甚少插手內容或排版；另設學生顧問，慣例由上屆總編輯擔任。
| 部分                    | 簡介                                                                                       |
| ----------------------- | ------------------------------------------------------------------------------------------ |
| 輪（the Cogwheels）     | 刊登每年各班班相及學生名單。                                                               |
| 霎（the Sandglass）     | 紀錄學校活動（如畢業禮、參與明愛賣物會等）及該年度學生得獎名單。                           |
| 動（the Vigorous）      | 刊登每年體育校隊合照，及紀錄水運會、陸運會、學界水運會、學界陸運會或其他學界運動比賽。     |
| 樂（the Symphony）      | 紀錄音樂協會所有活動。                                                                     |
| 牧（the Vineyard）      | 紀錄公教聯會所有活動。                                                                     |
| 耕耘（the Cultivation） | 紀錄學生會所有活動。                                                                       |
| 星宇（the Satellites）  | 刊登每年所有會社及制服團隊合照及成員名單。                                                 |
| 回眸（the Vision）      | 採訪舊生會及其他舊生活動。                                                                 |
| 翰林（the Gemstone）    | 刊登現任或退休老師專訪。                                                                   |
| 絮林（a Mosaic）        | 刊登所有其餘學生活動，例如《華暉》周年報告、學生會徵文比賽、學生大使報告等；每年內容迥異。 |

另外，自第五十六期《華暉》開始新加入《藝》（The Genre），刊登學生美術作品、海報、横幅、產品設計等等。

### 歷任華暉總編輯
校方於每年9至10月委任總編輯，負責來年校刊之編輯工作；《華暉》多數於11月舉行之畢業禮（Speech Day）派發。
| 期數         | 學年                                 | 總編輯                         | 頁數 |
| ------------ | ------------------------------------ | ------------------------------ | ---- |
| 38           | 1989－1990                           | 吳彥璋（1989）                 | 待查 |
| 39           | 1990－1991                           | 鄭子豐（1990）                 | 待查 |
| 40           | 1991－1992                           | 蘇振國（1991）                 | 待查 |
| 41           | 1992－1993                           | 周致聰（1992）                 | 待查 |
| 42           | 1993－1994                           | 方 棋（1993）                  | 待查 |
| 43           | 1994－1995                           | 杜浩邦（1994）                 | 504  |
| 44           | 1995－1996                           | 鄺子揚（1995）                 | 288  |
| 45           | 1996－1997                           | 羅俊輝（1996）                 | 366  |
| 46           | 1997－1998                           | 鄧肇恒（1997）                 | 待查 |
| 47           | 1998－1999                           | 岑運亨（1998）                 | 待查 |
| 48           | 1999－2000                           | 何禹旃（1999）                 | 338  |
| 49           | 2000－2001                           | 陳旭龍（2000）                 | 待查 |
| 50           | 2001－2002                           | 謝立德（2001）                 | 待查 |
| 51           | 2002－2003                           | 彭子謙（2002）                 | 待查 |
| 52           | 2003－2004                           | 莫志斌（2003）                 | 283  |
| 53           | 2004－2005                           | 胡立基（2004）                 | 223  |
| 54           | 2005－2006                           | 谷春勤（2005）                 | 281  |
| 55           | 2006－2007                           | 方嘉俊（2006）                 | 253  |
| 56           | 2007－2008                           | 蔡宇軒（2007）                 | 330  |
| 57           | 2008－2009                           | 林沛熙（2008）                 | 312  |
| 58           | 2009－2010                           | 陳駿文（2009）、趙俊傑（2012） | 272  |
| 59           | 2010－2011                           | 江先曦（2010）、馮政淮（2013） | 373  |
| 60           | 2011－2012                           | 何廣雋（2013）、陳冠傑（2014） | 303  |
| 61           | 2012－2013                           | 方子翹（2014）、鍾卓桁（2015） | 336  |
| 62           | 2013－2014                           | 黃俊傑（2015）、董天沛（2015） | 264  |
| 63           | 2014－2015                           | 貝思崑（2016）                 | 280  |
| 64           | 2015－2016                           | 黃盛恒（2017）                 | 290  |
| 65           | 2016－2017                           | 連朗熹（2018）                 | 300  |
| 66           | 2017－2018                           | 劉俊賢（2020）                 | 281  |
| 67 & 68 & 69 | 2018－2019 & 2019－2020 & 2020－2021 | 甄仲言（2023）                 | 382  |
| 70           | 2021－2022                           | 陳駿文（2024）                 | 246  |
| 71           | 2022－2023                           | 陳浚賢（2025）                 | 246  |
| 72           | 2023－2024                           | 梁 晨（2026）                  | 待查 |
| 73           | 2024－2025                           | 梁 晨（2026）                  | 待查 |

## 成就

### 學術成就
九龍華仁書院屬於香港補助學校議會成員學校，故被坊間稱為香港教會主辦的22間「傳統名校」之一。九龍華仁書院學術成績優異。

### 公開考試成績
在歷屆香港中學會考及香港中學文憑考試，九龍華仁書院是產生最多會考「10A狀元」及文憑試「7科5**狀元」（在甲類科目中至少3個選修科及4個核心科獲得5**成績）的學校之一，截至2024年，共有8位，其中7位會考「10A狀元」及1位文憑試「7科5**狀元」，排名全港第9。

### 香港中學會考及香港中學文憑考試狀元

#### 香港中學會考(至2011年)
九龍華仁書院自1975年起於歷屆香港中學會考出產了6位9A狀元及8位10A狀元，成績優異。
- 1975年：9A狀元：吳浩強[10]
- 1979年：9A狀元：江永家[11]
- 1982年：9A狀元：莊慶輝[12]
- 1982年：9A狀元：林大源[12]
- 1988年：10A狀元：盧文柱，該校首名10A狀元，入讀香港大學工程學院，並於麻省理工學院化學系修讀博士[13][14]
- 1989年：9A狀元：何子恒[15]
- 1989年：9A狀元：梁競康[15]
- 1991年：10A狀元：胡振輝[16]，獲劍橋大學香港校友會菲臘親王獎學金於劍橋大學修讀法學，現為執業律師。
- 1995年：10A狀元：鄧羽騰，升讀哥倫比亞大學[17]
- 1997年：10A狀元：呂啟中，獲尤德爵士紀念基金海外獎學金及香港校友會聯會獎學金，升讀加州大學洛杉磯分校[18][19][20]
- 1998年：10A狀元：雷紹麟，於香港中文大學修讀材料科學[21]
- 1998年：10A狀元：陳嘉輝[21]
- 2003年：10A狀元：施俊輝, 於史丹福大學修讀數學理學士及統計學理碩士，現任教育局副局長 [22][23][24]
- 2003年：10A狀元：郭子揚

#### 香港中學文憑考試（2012年起）
- 2014年：7科5**狀元：姚本杰，於香港大學醫學院修讀內外全科醫學士。[25]

## 傑出學生選舉
九龍華仁書院自1986年起每年均舉辦傑出學生及親善大使選舉，從中五學生（2011年前為中六學生）中選出3名傑出學生及從傑出學生中選出學生中選出1名親善大使與香港華仁書院代表一起赴海外探訪當地華仁舊生會。2010-2011學年新舊學制交替時中五及中六各有3名傑出學生及1名親善大使。
截至2023年（第38屆），該校在香港傑出學生選舉中，出產了1名傑出學生。

## 舊生會
港九兩所華仁書院均設有舊生會，並於美國東西岸、加拿大東西岸、澳洲、英國、新加坡及中國內地設立分會, 方便僑居當地之師生聯誼。

### 無國界網上聚會
2022年12月10日及11日, 港九兩校聯合舉行《無國界兄弟情》網上聚會，現居世界各地的舊師生透過視像會議與在港之師長暢談近況。一些舊生會海外分會更舉辦聯誼活動配合， 讓不同年代之師生聚首一堂。

## 著名校友

### 政治、公共事業及法律界
- 徐家祥，CBE，JP：前華民政務司、香港首位華人政務官
- 李業廣，大紫荊勳賢，GBS，OBE，JP：前行政會議成員、前香港交易及結算所主席、前強積金管理局主席
- 李柱銘，QC，SC：前立法會議員（香港島）、香港民主黨創黨主席、資深大律師
- 梁家傑，SC：前立法會議員（九龍東）、公民黨主席、前香港大律師公會主席、資深大律師
- 謝偉俊，JP：律師；立法會議員（選舉委員會），前立法會議員（九龍東）
- 涂謹申：前立法會議員（區議會（第二））
- 何啟明：勞工及福利局副局長、前立法會議員（勞工界）、前觀塘區議會區議員
- 邵善波，GBS，SBS，JP：前中央政策組首席顧問、前一國兩制研究中心總裁
- 梁定邦，SC，JP：資深大律師、中國證券監督管理委員會首席顧問、 前監警會主席
- 許紹鼎，SC：前律政司副刑事檢控專員、資深大律師
- 劉漢銓，GBS，JP：前立法會議員（選舉委員會）、全國政協委員
- 林光宇，SBS，JP：前民航處處長
- 李汝大：前香港立法局議員（1962年中五；1963年中六）[27][28]
- 徐淦：首批獲委任為民政主任的政務官，歷任市政總署署長（1985-1986）、文康市政司（1986-1989）、文康廣播司（1989-1991）等
- 李紹麟，CM OM：第24任加拿大緬尼托巴省督
- 梁紹中：前香港高等法院首席法官（2001年至2003年）
- 黎廣德：公共專業聯盟創會主席及現任政策召集人、公民黨創黨黨員及創黨副主席、長春社前任主席及現任理事、香港可持續發展公民議會及香港無國界工程師創會主席
- 何沛謙，SBS，SC，JP：資深大律師、前通訊事務管理局主席（2012年至2017年）
- 路祥安：前行政長官辦公室高級特別助理
- 李家超，大紫荊勳賢，JP：第六任行政長官（2022-2027/2032），前政務司司長、保安局局長、警務處副處長
- 楊潤雄，GBS，JP：前文化體育及旅遊局局長、教育局局長
- 陳松青，JP：醫務衞生局常任秘書長、前地政總署署長
- 林天星，SBS：前水務署署長
- 關永圻：前中央政策組全職顧問
- 王式英：香港高等法院退休法官
- 施俊輝，JP：教育局副局長，前教育局局長政治助理
- 曾昭科：前香港警隊助理警司、中國間諜
- 鄺漢生，GBS，JP：前香港工務局局長
- 葉奕羣：加拿大溫哥華警方發言人、曾獲女皇金禧紀念勳章
- 莊永燦：前香港油尖旺區議會區議員，經民聯及西九新動力成員
- 潘漢雄：前教育統籌局首席教育主任、推動國民教育的官員
- 陳智遠：香港青年智庫Roundtable研究所及其網絡創會成員及榮譽總幹事、前食物及衛生局政治助理（2008年至2012年）
- 王國忠：澳大利亞政府議員
- 廖澤雲：澳門特別行政區行政會委員
- 李業華：胡關李羅律師行合夥人
- 蘇國榮：前香港立法局議員、前香港申訴專員（1959年）[29]
- 陳偉群：前香港總商會工商政策副總裁
- 利瀚庭：前深水埗區議會區議員
- 蒲錦文：香港會計師，曾任護苗基金主席、香港電影金像獎協會會計師

### 學術及教育界
- 麥德華：加拿大多倫多大學醫學物理及免疫學教授及香港大學病理學系教授、皇家學會院士、加拿大皇家學院院士、美國國家科學院外籍院士、歐洲科學院院士、英國皇家化學學會院士、蓋爾德納國際獎得主、香港科學院創院院士
- 葉嘉安：香港大學建築學院院長及城市規劃及設計學系講座教授、前香港大學研究學院院長、中國科學院院士、香港科學院院士、地理資訊系統學家、香港註冊規劃師
- 王漸，SBS，JP：香港經濟學家、香港大學首席副校長及經濟學講座教授
- 李行偉：澳門科技大學校長、國際水利與環境工程學會（IAHR）主席、前香港大學土木工程系講座教授、工程學院院長及副校長、前香港科技大學土木與環境工程學系講座教授及副校長、英國皇家工程院院士、香港工程科學院院士及前院長
- 唐叔賢：香港中文大學（深圳）研究生院講座教授及前院長、前香港大學物理學系講座教授及系主任、前香港城市大學常務副校長、世界科學院院士、中國科學院院士
- 馮戩雲：香港大學醫學物理科榮休教授、前香港大學內科學系及物理學系醫學物理科講座教授（1958年中五）[30][31]
- 黃宇和：孫中山研究權威學者、澳洲悉尼大學近代史榮休終身講座教授、英國皇家歷史學院院士、澳洲社會科學院院士、澳洲人文學院院士
- 劉唯邁：前香港大學馮平山博物館館長、古物古蹟專家
- 湯維強：前美國加州大學洛杉磯分校政治學教授兼東亞研究院副院長
- 曹宏威，BBS：前香港中文大學生物化學系教授，前港區全國人大代表
- 侯傑泰：前香港中文大學教育心理學榮休講座教授及副校長
- 馬嶽：香港中文大學政治與行政學系副教授，香港時事評論員
- 楊偉豪：香港中文大學信息工程學講座教授
- 古嘉文：耶穌會北京中國學中心執行總監，前聖克拉拉大學及聖地牙哥大學教授
- 余寶樂：香港科技大學榮休教授、化學工程學系創辦人及系主任
- 郭少棠：前香港中文大學歷史系教授、前北京師範大學-香港浸會大學聯合國際學院常務副校長（1965年中五）[32]
- 榮鴻曾：美國匹茲堡大學音樂系榮休教授、華盛頓大學音樂系兼任教授
- 宋恩榮：香港中文大學經濟學系教授[33]
- 楊德忠：臺灣國立陽明交通大學環境工程研究所教授及所長、前香港大學土木工程學系副教授（1976年畢業）
- 吳其彥：香港浸會大學計算機科學系教授
- 許焯權：香港恒生大學藝術設計系教授及系主任、前香港中文大學文學院教授及副院長
- 胡惠生：香港大學法律學院副教授
- 布琮任：倫敦政治經濟學院國際歷史系副教授
- 丁南僑：榮休香港大學數學系副教授、作家
- 陸尚勤：香港浸會大學經濟系助理教授
- 梁仲文：香港城市大學資訊系統學系助理教授
- 葉浩堃：香港浸會大學音樂系講師
- 李景行：香港理工大學資訊科技處總監
- 歐澤樑：香港中文大學醫學院高級講師
- 蘇中平：前九龍華仁書院校長
- 鍾衞良：前九龍華仁書院校長、前聖文德書院校長
- 胡國星：前東華三院李潤田紀念中學校長（1953年中五[34]）
- 沈楚煒（C.W. Sham）：遵理學校物理補習名師，前喇沙書院物理科主任

### 商界
- 邢李㷧：前思捷環球主席
- 陳祖澤，GBS，CBE，LVO，JP：載通國際董事會副主席、前香港賽馬會主席、前九巴董事長、前教育統籌司
- 袁天凡：前電訊盈科副主席、前富通保險主席
- 吳天海：會德豐副主席、九龍倉集團主席兼常務董事
- 單偉彪：利基控股主席
- 葉德銓：長江和記實業執行董事兼副董事總經理[35]
- 高志中：甜葉菊有限公司董事長
- 伍展明：前中國之聲行政總裁、前香港公開大學公共事務總監
- 龔耀輝：財經專欄作家, 曾以筆名「方卓如」在《信報財經新聞》與《蘋果日報》專欄撰文
- 黎永良：資深投資專家、前華僑銀行證券（香港）聯席董事（1977年中七）[36]
- 錢乃駿：上海銀行（香港）有限公司獨立非執行董事、前和記港口集團執行董事及和記黃埔中國港口有限公司總裁、香港浸會大學榮譽教授
- 錢乃驥：資深銀行家、前美國銀行（亞洲）行政總裁、前新加坡華僑銀行行政總裁
- 張漢傑：德祥地產董事會主席，執行董事、前永安旅遊董事總經理
- 鄭國衛：前香港稅務學會會長
- 招彥燾：相達生物科技國際有限公司創辦人（旗下「INDICAID妥析」新冠病毒快速抗原檢測是大中華地區首個獲得美國食品藥品監督管理局（FDA）緊急使用授權的新冠病毒抗原快速檢測產品）[37]
- 陳慶釗：前路勁基建主席（1957年）[38]
- 張堃：中國商人、城巴執行董事主席及北京市政協委員。

### 新聞、文化、廣告、與出版界
- 練乙錚：日本山梨大學經濟學教授、前香港科技大學工商管理學院副院長、前信報總編輯、前中央政策組顧問
- 劉進圖： 前明報總編輯、眾新聞創辦人
- 張錯： 本名張振翱，著名詩人、學者、文化評論家、南加州大學比較文學系及東亞語文學系教授
- 舒巷城：本名王深泉，香港著名作家
- 陳冠中：作家、號外（雜誌）創辦人
- 鄧小宇：作家、號外（雜誌）創辦人
- 黄易：香港著名小說作家
- 韓志勲：畫家、中元畫會創辦人、香港抽像繪畫先驅
- 朱家鼎：香港廣告業名人
- 范邦初：香港馬主
- 陳浩勤：筆名安娜，香港影評人
- 李兆富：前香港《蘋果日報》專欄作家，筆名「利世民」、前蘋果社群資訊網行政總裁
- 陳朗昇：立場新聞採訪副主任、香港記者協會主席
- 曾廣標：保釣人士、香港經濟日報副總監
- 黃效文：探索家、《時代雜誌》「二十五位亞洲英雄」之一、中國探險學會創辦人兼會長

### 影視創作、演藝界
- 高亮：原名區大明，前香港麗的呼聲播音員、麗的映聲及麗的電視演員、主持人、配音員及監製
- 曾江：原名曾貫一，建築師、資深演員，憑《竊聽風雲3》榮獲第34屆香港電影金像獎最佳男配角
- 羅仲炳：香港電視廣播公司總經理
- 朱家欣：電影電腦特技先濤數碼影畫製作有限公司主席
- 周惠坤：資深副導演，參與《盜墓者羅拉：生命之匙》(2003)、《血戰新世紀》(2009)等外國電影。導演作品有《初戀嗱喳麵》
- 馬國樑：動畫師，銅馬動畫及視覺特效教育創辦人
- 葛民輝：商業電台 DJ、演員、導演及組合軟硬天師成員
- 陳詠謙：著名填詞人
- 陳心遙：電影監製、編劇、作曲人、作詞人
- 冼振東：舞台劇導演、編劇和演員；戲劇及創作導師
- 蔡瀚億：舞台劇及電影演員
- 張家豐：東亞唱片製作有限公司總經理、前商業電台 DJ
- 陳浩然：香港著名音樂製作人
- 黃守發：小島樂隊第一代成員
- 李志超：電影導演
- 喇英：香港男演員、歌手、製作人
- YoungQueenz：香港地下饒舌歌手、製作人
- 黃中濠：1983年屆。無綫電視節目監製
- 林祖輝：1983年屆。前香港男藝人
- 朱鑑然：2006年屆。香港男演員、前香港游泳代表隊成員
- 麥可暉：2005年屆。ViuTV 編劇、旁白和撰稿員
- 王柏勤：Tabe，中國電子競技職業選手
- 楊裕平：前香港芭蕾舞團總裁（1962年中七）[39]
- 榮念曾：香港藝術家

### 醫學界
- 鄺沃林：香港大學內科學系血液及血液腫瘤科講座教授
- 廖子良：香港大學外科學系名譽臨床教授、肝膽胰外科及肝臟移植專家
- 林青雲：香港大學病理學系化學病理科臨床教授
- 顏繼昌：香港大學臨床腫瘤學系名譽臨床教授及港怡醫院臨床腫瘤科主任
- 黃志威：香港大學家庭醫學及基層醫療學系臨床教授及系主任
- 張嘉盛：香港大學內科學系腸胃肝臟科臨床副教授
- 吳浩強：香港中文大學病理解剖及細胞學系講座教授及前系主任、前香港中文大學醫學院副院長（教育）
- 郭志銳：香港中文大學內科及藥物治療學系老人科講座教授
- 劉潤皇：香港中文大學外科學系講座教授及前系主任
- 黃煒燊：香港中文大學內科及藥物治療學系講座教授及腸胃肝臟科主任、香港中文大學醫學院助理院長（發展）
- 余德新：香港中文大學賽馬會公共衞生及基層醫療學院臨床教授
- 李大拔：香港中文大學賽馬會公共衞生及基層醫療學院臨床教授
- 唐志輝：香港中文大學耳鼻咽喉–頭頸外科學系臨床教授及前系主任
- 李錦滔：香港醫學專科學院院長、前香港內科醫學院院長、威爾斯親王醫院腎科主任、香港中文大學內科及藥物治療學系名譽臨床教授
- 熊志添：香港中文大學賽馬會公共衞生及基層醫療學院醫療管理學專業應用教授、前伊利沙伯醫院院長、前威爾斯親王醫院院長、前香港麻醉科醫學院院長
- 余秋良：香港中文大學香港中西醫結合醫學研究所兼職教授、中西醫結合學會榮譽會長
- 李德誠：香港中文大學精神科學系名譽臨床副教授﹑前美國哈佛大學社會醫學系講師及香港大學防止自殺研究中心副總監
- 高拔陞：醫院管理局行政總裁
- 區樂民：皮膚科專科醫生、蘋果日報專欄作家
- 謝德富，BBS：前世界心臟組織會長、前香港大學內科學心臟科主管、香港醫學博物館董事會主席
- 梓翔 (趙孟準)：前瑪嘉烈醫院兒科部門主管、香港大學兒童及青少年科學系名譽臨床教授、《醫生札記》作者、香港小兒腎科學會創辦人及前主席
- 馬學章：博愛醫院總幹事、前鏡湖醫院院長、前律敦治醫院行政總監、前明愛醫院行政總監
- 陳仲謀：香港精神健康議會召集人、前香港執業精神科醫生協會副會長
- 何理明：香港衞生署助理署長
- 胡裕初：瑪麗醫院副院長及內科部門副主管、香港大學內科學系名譽臨床副教授、香港糖尿聯會前主席
- 黃昭灼：瑪麗醫院血管外科顧問醫生、香港大學外科學系名譽臨床副教授
- 許晏冬：香港大學家庭醫學及基層醫療學系名譽臨床副教授
- 翁維鈞：美國德州大學神經腫瘤學及臨床腫瘤學講座教授[40]
- 羅碩孟：美國華盛頓大學放射腫瘤學系教授
- 江炎輝：兒科醫生、九龍樂善堂2011至2012年度主席（1966年畢業）
- 楊超發：兒科醫生、前香港西醫工會會長
- 謝萬里：基督教聯合醫院副院長、香港中毒諮詢中心主管顧問醫生
- 鄧立超：前伊利沙伯醫院外科部門主管

### 建築、城市規劃、工程界
- 林雲峯：前香港建築師學會會長、前香港中文大學建築學系教授、香港城市設計學會創會會長
- 蘇廷弼：創立亞洲智能建築學會、亞洲建築環境學院院長

### 宗教界
- 張子江：牧師；前香港立法局議員
- 蒲錦昌：牧師；中華基督教會香港區會副總幹事
- 徐志忠：神父；前九龍華仁書院校監
- 蔡惠民：神父；天主教香港教區、香港聖神修院神哲學院校長
- 張慕皚：前建道神學院院長（1962年中七）[27]

科技界

## 百周年校慶
2024年，九龍華仁書院慶祝創校100週年，以「蒙恩百載，格致傳薪」為主題。華仁一家基金會於2024年11月2日發起「世界紀錄在華仁」活動，200多名學生、舊生、老師和家長義工齊心協力將1萬條頸巾鋪成「100」3個數目字，創造了一項新的健力士世界紀錄：最大的頸巾數量組成的數目字，並籌得400萬元，支持九龍華仁書院及香港華仁書院聘請更多外籍英語老師 (NET Teacher) 及推行STEAM教學。九龍華仁書院於2024年12月14至15日舉行百周年開放日。九龍華仁書院舊生會亦於2024年12月20日舉辦百周年校慶晚宴，在香港會議展覽中心大會堂筵開200席，有超過二千位九龍華仁舊生、老師和學生出席。同日，九龍華仁書院舊生音樂協會發佈九龍華仁書院百周年校慶主題曲《跨世紀印記》，並於百周年校慶晚宴首次公開演出。《跨世紀印記》由舊生簡嘉俊作曲、胡裕初填詞，並由舊生和學生共同編曲及演出。

## 聖依納爵小堂
聖依納爵小堂（英語：St. Ignatius Chapel），位於九龍油麻地窩打老道56號（華仁書院）。在1959年開始在主日舉行彌撒，1964年至1988年屬聖德肋撒堂區，1989年至1990年屬黃大仙聖雲先堂區，1991年屬聖德肋撒堂區。
聖依納爵小堂由著名建築師陸謙受於1950年代建造，屬現代主義風格。

### 彌撒及禮儀時間

#### 彌撒
- 主日彌撒：09:00（粵語）/10:30（英語）11:45 (普通話）
- 耶穌聖心敬禮彌撒及聖體降福：每月首星期五20:00（粵語）

#### 禮儀
- 永援聖母敬禮：星期六07:55

### 牧職人員
- 主任司鐸：羅仕強神父

### 小堂主保

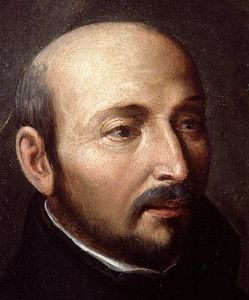
聖依納爵·羅耀拉

聖依纳爵·羅耀拉（Ignacio de Loyola，又稱為伊格那丟）（1491年12月4日-1556年7月31日），西班牙貴族，是天主教耶稣會的創始人，也是天主教會聖人之一。他在羅馬天主教內進行改革。

## 電影取景
- 1956年國際電影懋業拍攝、由葛蘭、林翠主演的國語片《青春兒女》，全齣電影是在九龍華仁的校舍拍攝的。
- 1975年《大家樂》
- 2015年《哪一天我們會飛》[44]，監製及編劇為校友陳心遙

## 參閱
- 香港教育
- 香港補助學校議會
- 香港華仁書院

### 耶穌會中華省中學
- 耶穌會
- 新北市徐匯中學
- 新竹縣內思高工
- 澳門利瑪竇中學
- 澳門海星中學

### 耶穌會中華省小學
- 番禺會所華仁小學

## 外部連結
學校網站
- 官方網頁 （页面存档备份，存于）
- 九龍華仁書院舊生會 （页面存档备份，存于）
- 華仁網絡連結 （页面存档备份，存于）
- 九龍華仁書院學生會 （页面存档备份，存于）
- 九龍華仁書院音樂協會 （页面存档备份，存于）
- 九龍華仁書院新聞組[永久]
- 部分著名校友[永久]

媒體報導
- 《RTHK》楊潤雄李家超返母校九龍華仁書院鼓勵文憑試考生 （页面存档备份，存于）
- 《明報》有話說﹕華仁仔拍住上唱出香港 （页面存档备份，存于）